# Dick Warlock
Dick Warlock (Oakley, Cincinnati; 5 de febrero de 1940) es un actor y doble cuya carrera comenzó en 1964.

## Biografía
En 1953 su familia se trasladó a California meridional en donde sus padres encontraron trabajo en la industria aeronáutica. Algunos años más tarde Dick comenzó a enviar cartas a los estudios intento lograr trabajo como doble. Pero era demasiado joven para eso, por ese motivo ningún estudio lo contrató. Tras ello construyó un ring de lucha en su patio trasero de su casa y persuadió a su hermana más joven, Lolly, para su contrincante y ayudarlo a desarrollar sus habilidades como luchador profesional. Mientras practicaba con sus Roller-Skate en una pista local en Gardena, California se interesó en el patinaje así que se unió a un club en el cual da clases el campeón Ralph Valledares. 
Dick Warlock abandonó el patinaje profesional porque el dinero era escaso para mantener a su familia. Ingresó en American Airlines, para ganar más dinero. En un fin de semana Dick y un conocido fueron a un lugar llamado Movie Ranch donde Dick mostró sus habilidades actuando, logrando su primer trabajo como actor. Entre sus primeros papeles destacan los realizados para Disney en Blackbeards Ghost y Love Bug.
John Carpenter y Debra Hill serían en última instancia quienes le brindaron el mejor momento de su carrera al darle el papel de Michael Myers en "Halloween II". El resultado de ese trabajo (New York Escape) fue que Debra Hill llamase a Rick Rosenthal, director de Halloween II para recomendarle a Dick Warlock para que interpretase Michael Myers. La última película de Dick en Hollywood fue en ”Spider-Man“. 
Fue el doble de Kurt Russell durante 25 años.
Tiene dos hijos Billy Warlock y Lance Warlock, y una hija Rhonda Warlock.